# Краузе, Луиза
Луиза Краузе (англ. Louisa Krause , род. 20 мая 1986, Фолс-Черч, США) — американская актриса кино, театра и телевидения. Играет в спектаклях на небольших сценических площадках Нью-Йорка. Впервые снялась в кино в 2007 году в фильме «Няньки». В 2017 году получила главную роль во втором сезоне телесериала «Девушка по вызову».

## Биография
Родилась в 1986 году в городе Фолс-Черч, штат Виргиния. Отец наполовину японец, мать американка. Младший брат актрисы Натаниэль является режиссёром. В детском возрасте проявляла интерес к искусству, и была отдана родителями в балетную школу в Вашингтоне. После поступления в среднюю школу стала принимать участие в театральных и художественных постановках школьной самодеятельности. По окончании школы поступила в Университет Карнеги — Меллона. Вскоре решила заниматься актёрской деятельностью, и прошла кастинг на одну из ролей в бродвейском мюзикле «Аида».
Начиная с 2006 года играет большое количество ролей на небольших сценических площадках Нью-Йорка. Начала сниматься в больших картинах в 2007 году, исполнив роли в фильмах «Скорость жизни» и «Няньки». В 2009 году снимается в картине «Штурмуя Вудсток». Пользуется популярностью у режиссёров независимого кино, и периодически снимается у них как в полнометражных, так и в короткометражных фильмах. В 2008 году впервые снялась в одном из эпизодов телесериала Закон и порядок, в 2017 году была выбрана на главную роль во втором сезоне «Девушка по вызову» и играет девушку по вызову — Анну Гарнер.

## Фильмография

### Кино
| Год  | Название                            | Роль                        | Примечания    |
| ---- | ----------------------------------- | --------------------------- | ------------- |
| 2007 | Скорость жизни                      | Жули                        |               |
| 2007 | Няньки                              | Бренда Вудберг              |               |
| 2008 | Communion                           | Долли                       | Короткий метр |
| 2009 | Штурмуя Вудсток                     | Девушка хиппи               |               |
| 2009 | Один на один                        | Джесс                       |               |
| 2011 | The Disarticulation of Sarah Danner | Сара Даннер                 | Короткий метр |
| 2011 | Dog Hair                            |                             | Короткий метр |
| 2011 | Марта, Марси Мэй, Марлен            | Зои                         |               |
| 2011 | Возвращение                         | Шеннон                      |               |
| 2011 | Бедная богатая девочка              | Девушка на детской площадке |               |
| 2012 | Король Келли                        | Келли                       |               |
| 2012 | Double or Nothing                   | Бекка                       | Короткий метр |
| 2012 | Number Nine                         |                             | Короткий метр |
| 2013 | Гэбриэл                             | Сара                        |               |
| 2013 | Синяя птица                         | Марла                       |               |
| 2014 | Исправления                         | Элинор                      |               |
| 2014 | Машина сердца                       | Джессика                    |               |
| 2015 | Обнажённая                          | Люсиль                      |               |
| 2015 | Одержимость Авы                     | Ава                         |               |
| 2015 | Заброшенные                         | Джулия Стрэк                |               |
| 2015 | Джейн хочет бойфренда               | Джейн                       |               |
| 2016 | Дональд плакал                      | Кристин                     |               |
| 2016 | Феномен                             | Кэндис Кэссиди              |               |
| 2016 | Человек человеку волк               | Зои                         |               |
| 2016 | Моя школа тонет в море              | Гретхен                     | Мультфильм    |
| 2017 | Женщина идёт впереди                | Лоретта                     |               |
| 2017 | Смотритель                          | Беверли                     |               |
| 2017 | Новые деньги                        | Дебби Тисдейл               |               |
| 2018 | Скин                                | Эйприл                      |               |
| 2019 | Тёмные воды                         | Карла                       |               |
| 2021 | Здесь и сегодня                     | Кэрри Бернц                 |               |
| 2021 | Криптополис                         | Эмбер                       | Мультфильм    |
| 2023 | Подводный капкан                    | Мэй                         |               |

### Телевидение
| Год       | Название                              | Роль                | Примечания                          |
| --------- | ------------------------------------- | ------------------- | ----------------------------------- |
| 2008      | Закон и порядок                       | Бренда Таннерман    | Эпизод: «Angelgrove»                |
| 2010      | Закон и порядок: Преступное намерение | Джули               | Эпизод: «Loyalty: Part 1»           |
| 2011      | Голубая кровь                         | Кимберли            | Эпизод: «Silver Star»               |
| 2016—2018 | Миллиарды                             | Лу                  | 7 эпизодов                          |
| 2017      | Девушка по вызову                     | Анна Гарнер         | сезон 2, главная роль               |
| 2019      | Рэй Донован                           | Либерти             | 4 эпизода                           |
| 2022      | Великий уравнитель                    | Рей                 | Эпизод: «Somewhere Over the Hudson» |
| 2023      | Барри                                 | актриса «Салли Рид» | Эпизод: «wow»                       |